# Tiroteo de Mukilteo
El 30 de julio de 2016, un asesinato masivo tuvo lugar en una casa en la que se estaba llevando a cabo una fiesta por parte de unos estudiantes de la Universidad de Washington y de la Escuela Secundaria Kamiak, en la comunidad de Mukilteo, un suburbio de Everett y Seattle, en Washington. Tres personas murieron y una resultó herida. Tras el suceso, el perpetrador huyó del lugar.
Noventa minutos después del tiroteo, un sospechoso, identificado como Allen Christopher Ivanov, de 19 años, fue arrestado cerca de Chehalis, Washington. El 2 de agosto, fue acusado de asesinato en primer grado, intento de asesinato y atentado; se declaró culpable de los cargos el 22 de agosto. El 19 de diciembre de 2016, Ivanov se declaró culpable de los asesinatos. El 12 de enero de 2017, fue sentenciado a cadena perpetua sin libertad condicional.
El tiroteo dio lugar a reivindicaciones a favor del control de armas en el estado de Washington.

## Tiroteo
Antes del tiroteo, una fiesta estudiantil se estaba llevando a cabo en una casa en la comunidad de Mukilteo. Entre quince y veinte estudiantes universitarios y de secundaria, la mayoría graduados, se encontraba en dicha fiesta. El perpetrador llegó a la fiesta sobre las 22:00 y observó por un tiempo mientras se encontraba desarmado.
Poco después, tomó su fusil, entró por un lado de la casa, y se escondió cerca de una de las paredes del salón. Fue descubierto por Jacob Long, a quien disparó y asesinó poco después de medianoche. Las balas alcanzaron a Jake 3 veces por la espalda después de decir "no, no, no". Se desplomó y murió en el suelo. Ivanov continuó disparando hacia afuera, hiriendo a Will Kramer pero éste fue capaz de escapar arrastrándose lejos. Jordan Ebner también fue disparado fuera. Ivanov entonces caminó por el pasillo hasta la cocina donde Anna Bui estaba sentada. Le disparó varias veces con muchas de las balas dándole en la cara. Después, el perpetrador subió las escaleras hasta el balcón del dormitorio central y comenzó a disparar a dos hombres, rozando la pierna de uno de ellos, cuyos padres eran los propietarios de la casa. Los dos hombres escaparon.
Durante el tiroteo, algunos supervivientes se escondieron y contactaron con sus familiares. Un total de tres personas fueron asesinadas y una fue herida.
Poco después del tiroteo, el sospechoso huyó de la casa tras darse cuenta de que ya no tenía munición. Los detectives locales lo localizaron tras rastrear su teléfono y contactaron con la policía de Washington por ayuda. Noventa minutos más tarde, fue arrestado sin problemas por la policía estatal cerca de Chehalis, a más de 160 kilómetros de la escena del crimen. Un fusil tipo AR-15 y dos revistas sobre armas fueron encontradas en su vehículo.

## Sospechoso y víctimas

### Sospechoso
Allen Christopher Ivanov, un ingeniero informático de 19 años y estudiante de la Universidad de Washington, fue identificado como el sospechoso del tiroteo. Días antes del suceso, había realizado  preocupantes publicaciones en su cuenta de Twitter y también publicó fotos en Instagram de un fusil y tres cartuchos. Es probable que conociera a la mayoría de los que asistieron a la fiesta. Según su perfil de LinkedIn, Ivanov asistió a la Escuela Secundaria Kamiak desde 2011 a 2015, y es el fundador de una compañía que se describe a sí misma como "un sistema laser tag de código abierto".
Una semana antes del tiroteo, Ivanov compró un fusil, y luego compró una segunda revista de armas el día anterior. Según documentos judiciales, poco antes de cometer el tiroteo, Ivanov leyó el manual del fusil. También mandó mensajes a sus amigos, incluyendo a uno en Tennessee, aludiendo a sus planes de cometer un asesinato masivo unos días antes, llamándose a sí mismo un "futuro perpetrador". La policía declaró que el motivo fue la reciente ruptura entre una de las víctimas y él, y el enfado que tenía debido a que su exnovia estaba continuando su vida sin él.

### Víctimas
Las víctimas fueron identificadas como:
- Anna Bui, 19, una estudiante de la Universidad de Washington de Everett, Washington, quien era la exnovia de Ivanov.[15]
- Jordan Ebner, 19, procedente de Lake Stevens, Washington.
- Jake Long, 19, de Everett.
- Will Kramer, 18, un estudiante de la Universidad de Washington de Mukilteo quien fue herido de gravedad y llevado al Centro Médico Harborview para ser tratado.[20][21][22] Fue dado de baja del hospital el 15 de agosto.[21]

## Procedimiento legal
Después de su arresto, la policía declaró que Ivanov había confesado ser el autor del tiroteo, pero dijo que había sido un accidente, y que había estado confundido esa noche y no estaba pensando con claridad. Fue encarcelado en la prisión del Condado de Snohomish como sospechoso de ser el autor de tres asesinatos y un intento de asesinato.
Durante uno de los juicios el 1 de agosto, el abogado de Ivanov cuestionó la facilidad que tuvo su cliente de hacerse con un fusil tipo AR-15 junto a una revista cuando aún no era apto legalmente para comprar alcohol. A Ivanov no le fue otorgada una fianza. El día siguiente, fue encontrado culpable de todos los cargos de los que se le acusaba. El 22 de agosto, se declaró culpable. El 19 de diciembre, Ivanov se declaró culpable de los asesinatos, antes de que los investigadores decidieran otorgarle la pena de muerto o no. El 12 de enero de 2017, fue sentenciado a cadena perpetua sin posibilidad de libertad condicional.